# Maltretiranje
Maltretiranje ili buling je upotreba sile, prisile ili pretnje za zlostavljanje, agresivno dominiranje ili zastrašivanje. Ovakvo ponašanje se često repetitivno i habitualno. Jedan suštinski preduslov je percepcija (od strane nasilnika ili drugih) neravnoteže fizičke ili društvene moći. Ova neravnoteža razlikuje buling od sukoba. Buling je potkategorija agresivnog ponašanja koju karakterišu sledeća tri minimalna kriterijuma: (1) neprijateljske namere, (2) neravnoteža moći i (3) ponavljanje tokom određenog vremenskog perioda. Buling je aktivnost ponavljanog, agresivnog ponašanja koja ima za cilj da povredi drugog pojedinca, fizički, mentalno ili emocionalno.
Zlostavljanje se kreće od jedan na jednog, pojedinačnog maltretiranja do grupnog maltretiranja, zvanog mobing, u kojem nasilnik može imati jednog ili više „pomoćnika” koji mogu da budu spremni da pomognu primarnom nasilniku u njihovim aktivnostima. Buling u školi i na radnom mestu takođe se naziva „vršnjačko zlostavljanje”. Robert V. Fuler je analizirao nasilje u kontekstu rangizma. Norveški istraživač Dan Olveus smatra da se buling dešava kada je osoba „izložena, više puta i tokom vremena, negativnim postupcima jedne ili više drugih osoba”, i da se negativne radnje dešavaju „kada osoba namerno nanese povredu ili nelagodu drugoj osobi, fizičkim kontaktom, rečima ili na druge načine.” Individualni buling obično karakteriše osoba koja se ponaša na određeni način da bi stekla moć nad drugom osobom.
Kultura bulinga može se razviti u bilo kojem kontekstu u kojem ljudi komuniciraju jedni sa drugima. Ovo može uključivati školu, porodicu, radno mesto, dom i susedstvo. Glavna platforma za nasilje u savremenoj kulturi nalazi se na veb stranicama društvenih medija. U jednoj studiji o muškim igračima američkog fudbala iz 2012. godine, „najjači prediktor [bulinga] bila je percepcija da li će najuticajniji muškarac u životu igrača odobravati nasilničko ponašanje”.
Buling se može definisati na više različitih načina. U Velikoj Britaniji ne postoji zakonska definicija bulinga, dok neke države u Sjedinjenim Državama imaju zakone protiv toga. Buling je podeljen na četiri osnovne vrste zlostavljanja - psihološko (ponekad se naziva i emocionalno ili relaciono), verbalno, fizičko i sajber.
Ponašanja koja se koriste za potvrđivanje takve dominacije mogu uključivati fizički napad ili prisilu, verbalno uznemiravanje ili pretnju, a takvi postupci mogu repetitivno biti usmereni prema određenim ciljevima. Racionalizacije takvog ponašanja ponekad uključuju razlike u društvenoj klasi, rasi, religiji, polu, seksualnoj orijentaciji, izgledu, ponašanju, govoru tela, ličnosti, reputaciji, rodu, snazi, veličini ili sposobnosti. Ako nasilje vrši grupa, to se zove mobing.

## Tipovi
Individualni buling se može klasifikovati u četiri tipa. Kolektivno maltretiranje je poznato kao mobing i može obuhvatati bilo koji od individualnih tipova bulinga.
Fizički, verbalni i relacioni buling su najprevalentniji u osnovnoj školi, a mogu početi i mnogo ranije, nastavljajući u kasnijim fazama u životu pojedinaca. Navodi se da je sajber-buling češće u srednjoj školi nego u osnovnoj školi.

### Individualno
Pojedinačne taktike buling može počinjavati jedna osoba protiv mete ili meta.

#### Fizički
Ovo je svako nasilje koje šteti nečijem telu ili oštećuje njihov imetak. Krađa, guranje, udaranje, tuča i uništavanje imovine sve su vrste fizičkog bulinga. Fizički buling je retko prvi oblik bulinga koji će meta doživeti. Često nasilje počinje u drugačijem obliku i kasnije prelazi u fizičko nasilje. U fizičkom maltretiranju glavno oružje koje nasilnik koristi je njihovo telo prilikom napada na svoju metu. Ponekad grupe mladih odraslih osoba ciljaju i otuđivati vršnjaka zbog nekih predrasuda adolescenata. Ovo brzo može dovesti do situacije u kojima im se drugovi iz razreda rugaju, muče ih i prebijaju. Fizičko maltretiranje često eskalira s vremenom i može dovesti do kobnog završetka, pa stoga mnogi pokušavaju da to brzo zaustave, kako bi sprečili daljnju eskalaciju..

#### Verbalno
Ovo je svaki buling koji se sprovodi govorom. Nazivanje imena, širenje glasina, pretnja nekome i ismevanje drugih su oblici verbalnog bulinga. Verbalno maltretiranje je jedna od najčešćih vrsta bulinga. U verbalnom bulingu je glavno oružje koje zlostavljač koristi njihov glas. U mnogim slučajevima verbalno maltretiranje je uobičajeno kod oba pola, mada su devojke sklonije ovom pristupu. Devojke su, uglavnom, suptilnije sa uvredama od dečaka. Devojke koriste verbalno maltretiranje, kao i tehnike društvenog isključivanja, kako bi dominirale i kontrolirale druge pojedince i pokazale svoju superiornost i moć. Međutim, postoje i mnogi dečaci sa dovoljno suptilnosti da koriste verbalne tehnike dominacije, i koji praktikuju korišćenje reči kada žele da izbegnu nevolje koje mogu doći sa fizičkim maltretiranjem nekog drugog.

## Literatura
- Kohut MR The Complete Guide to Understanding, Controlling, and Stopping Bullies & Bullying: A Complete Guide for Teachers & Parents (2007)
- Bullies and Victims in Schools: a guide to understanding and management by Valerie E. Besag (1989)
- The Fight That Never Ends by Tim Brown
- Odd Girl Out: The Hidden Culture of Aggression in Girls" by Rachel Simmons  0-15-602734-8
- Bullycide, Death at Playtime. ISBN 0-9529121-2-0. by Neil Marr and Tim Field
- Bullycide in America: Moms Speak Out about the Bullying/Suicide Connection – by Brenda High, Bullycide.org Архивирано на веб-сајту  (23. август 2013)
- A Journey Out of Bullying: From Despair to Hope by Patricia L. Scott
- "Peer Abuse Know More! Bullying From A Psychological Perspective" By Elizabeth Bennett
- New Perspectives on Bullying by Ken Rigby
- Garbarino, J. & de Lara, E. (2003). And Words Can Hurt Forever: How to Protect Adolescents from Bullying, Harassment, and Emotional Violence. Архивирано на веб-сајту  (27. септембар 2011) The Free Press: New York NY.
- Joanne Scaglione, Arrica Rose Scaglione Bully-proofing children: a practical, hands-on guide to stop bullying 2006
- Why Is Everybody Always Picking on Me: A Guide to Handling Bullies for Young People. by Terrence Webster-Doyle. Book and Teaching curriculum.
- "Why Nerds are Unpopular", by Paul Graham. This essay is an example of how even medium differences, in a hierarchical, zero-sum, or negative environments, can lead to ostracism or persecution.
- Lord of the Flies by William Golding (1954). A famous work describing how a group of schoolboys trapped on an island descends into savagery.

## Spoljašnje veze
- Maltretiranje на веб-сајту  (језик: енглески)